# Mark Diemers
Mark Diemers (Leeuwarden, 11 oktober 1993) is een Nederlands betaald voetballer die doorgaans uitkomt als middenvelder. Hij tekende in september 2024 een contract tot medio 2026 bij SC Cambuur.

## Clubcarrière

### SC Cambuur
Diemers speelde in de jeugd van LAC Frisia tot hij werd opgenomen in de jeugdopleiding van SC Cambuur. In de voorbereiding van het seizoen 2012/13 mocht hij zich bewijzen. Voordat hij een officiële wedstrijd in de hoofdmacht van de Friezen speelde, werd hij verkocht aan FC Utrecht. Hier tekende hij een vierjarig contract. FC Utrecht koos er niettemin voor om de middenvelder het seizoen af te laten maken in Leeuwarden. Hij debuteerde zodoende op 12 augustus 2012 Diemers in het betaald voetbal in het shirt van SC Cambuur, dat die dag met 2–1 won bij FC Volendam. Op 30 oktober scoorde hij zijn eerste doelpunt, in het bekerduel met Telstar. Na een strafschoppenserie won Cambuur deze wedstrijd. Diemers werd in het seizoen 2012/13 kampioen in de Eerste divisie met de club. Diemers speelde 20 competitieduels voor Cambuur en scoorde eenmaal, in zijn laatste wedstrijden tegen FC Emmen.

### FC Utrecht
In het seizoen 2013/14 speelde Diemers zijn eerste volledige seizoen bij FC Utrecht. Hij maakte zijn debuut voor de Domstedelingen 18 juli 2013, tegen FC Differdange. Dit was ook zijn Europees debuut. In de 67e minuut verving Diemers Mårtensson. Het tweeluik in de Europa League werd verloren. Op 11 augustus speelde Diemers zijn eerste wedstrijd in de Eredivisie. In het uitduel met FC Groningen verving Diemers tien minuten voor tijd opnieuw Mårtensson. In 17 duels in alle competities scoorde hij niet. In het daaropvolgende seizoen speelde hij 21 duels en wist hij twee keer het net te vinden. Beide doelpunten scoorde Diemers tegen AZ. In de eerste seizoenshelft van 2015/16 speelde hij zes competitiewedstrijden, waarvan twee als basisspeler. Diemers scoorde in de na verlenging met 5–3 gewonnen bekerwedstrijd tegen FC Groningen.

### De Graafschap
FC Utrecht verhuurde Diemers in januari 2016 voor een half jaar aan De Graafschap, dat op dat moment de laatste plaats in de Eredivisie innam. Diemers debuteerde op 23 januari voor De Graafschap, in de competitiewedstrijd met Heracles Almelo. Na 70 minuten kwam hij het veld in voor Tarfi. In 13 competitieduels voor de Superboeren scoorde Diemers één doelpunt, in de met 4–1 verloren wedstrijd tegen AZ. In de play-offs om promotie/degradatie speelde Diemers elke wedstrijd. In de finale werd er over twee wedstrijden met 5–2 verloren van Go Ahead Eagles, waardoor De Graafschap in het seizoen 2016/17 in de Eerste divisie speelde. In de zomer van 2016 maakte Diemers definitief de overstap naar De Graafschap. In het seizoen 2016/17 droeg hij bij afwezigheid van Smeets de aanvoerdersband. Diemers speelde dat seizoen in 36 competitiewedstrijden. Hij scoorde vijf keer, waarvan hij er twee maakte in het uitduel met FC Dordrecht. Vooral wegens slechte resultaten aan het begin van het seizoen eindigde De Graafschap op de twaalfde plek. In het seizoen daarop miste Diemers slechts één wedstrijd, toen hij geschorst was door een gele kaart. Op 2 februari 2018, bij een 7–0 zege op Jong FC Utrecht, scoorde hij voor het eerst in zijn carrière een hattrick. Ook gaf hij een assist in deze wedstrijd. Met elf doelpunten en vijftien assists had Diemers een groot aandeel in de promotie van De Graafschap naar de Eredivisie. In de finale van de play-offs om promotie werd Almere City verslagen.

### Fortuna Sittard
Diemers vertrok in de zomer van 2018 transfervrij van De Graafschap naar een andere gepromoveerd club, Fortuna Sittard. Daar tekende hij een 3-jarig contract. Op 11 augustus speelde Diemers zijn eerste officiële wedstrijd voor Fortuna, bij een 1–1 gelijkspel met Excelsior. Op 1 november 2018 was Diemers voor het eerst trefzeker voor Fortuna Sittard, in de zestiende finale van de KNVB Beker,  uit tegen N.E.C. (3–2 winst). Drie dagen later scoorde hij ook zijn eerste competitiedoelpunt voor Fortuna Sittard. In de met 3–0 gewonnen wedstrijd tegen PEC Zwolle schoot Diemers zowel de 2–0 als de 3–0 binnen op 11 meter. Diemers speelde in alle wedstrijden van Fortuna in het seizoen 2018/19. In een van de laatste wedstrijden van het seizoen was Diemers verantwoordelijke voor beide goals van Fortuna tegen NAC Breda (2–1). Mede hierdoor eindigde Fortuna een punt boven Excelsior en handhaafde de club zich in de Eredivisie. In het vervroegd afgebroken seizoen 2019/20 speelde Diemers opnieuw in alle wedstrijden van Fortuna Sittard. Op 26 oktober 2019 maakte Diemers voor het eerst een hattrick in de Eredivisie, bij een 4–1 overwinning op VVV-Venlo 2 vrije trappen. In zijn tweede seizoen bij Fortuna Sittard was hij bij dertien doelpunten betrokken in 26 wedstrijden.

### Feyenoord
Op 19 juni 2020 werd bekendgemaakt dat Diemers de overstap maakte van Fortuna Sittard naar Feyenoord, ondanks dat hij dicht bij een transfer naar FC Groningen was. Hij tekende een 3-jarig contract in Rotterdam. Op 12 september 2020 maakte hij hier zijn officiële debuut. In de uitwedstrijd in de Eredivisie tegen PEC Zwolle begon hij in de basiself. Feyenoord won dit duel met 2–0 en Diemers gaf de assist bij de 0–1 van Steven Berghuis. Op 22 oktober 2020 maakte hij ook zijn internationale debuut voor Feyenoord, in de uitwedstrijd tegen Dinamo Zagreb in de Europa League. Op 1 november 2020 was hij voor het eerst trefzeker in het shirt voor Feyenoord. Met een benutte strafschop maakte hij de 1–1 in de met 3–2 gewonnen uitwedstrijd tegen FC Emmen in de Eredivisie. Ondanks dat er rond de transfer van Diemers getwijfeld werd over zijn rol bij Feyenoord, was hij in de eerste weken van het nieuwe seizoen een basisspeler. Hij kwam in zijn eerste seizoen tot maar liefst 41 wedstrijden, maar onder nieuwe trainer Arne Slot kwam hij niet meer aan spelen toe. Daarom werd hij de tweede helft van het seizoen 2021/22 verhuurd aan Hannover 96, waar hij wel basisspeler was.

### FC Emmen
Op 11 augustus 2022 maakte FC Emmen bekend dat het Mark Diemers voor één seizoen zou huren van Feyenoord. Twee dagen later maakte hij zijn debuut voor Emmen in het 1-1 gelijkspel tegen RKC Waalwijk. Op 22 oktober maakte hij zijn eerste doelpunt voor Emmen, tegen Vitesse (2-1 nederlaag).

## Clubstatistieken
| Seizoen        | Club            | Competitie     | Competitie | Competitie | Beker | Beker | Internationaal | Internationaal | Overig | Overig | Totaal | Totaal |
| Seizoen        | Club            | Competitie     | Wed.       | Dlp.       | Wed.  | Dlp.  | Wed.           | Dlp.           | Wed.   | Dlp.   | Wed.   | Dlp.   |
| -------------- | --------------- | -------------- | ---------- | ---------- | ----- | ----- | -------------- | -------------- | ------ | ------ | ------ | ------ |
| 2012/13        | FC Utrecht      | Eredivisie     | 0          | 0          | —     | —     | —              | —              | —      | —      | 0      | 0      |
| 2012/13        | → SC Cambuur    | Eerste divisie | 20         | 1          | 3     | 1     | —              | —              | —      | —      | 23     | 2      |
| 2013/14        | FC Utrecht      | Eredivisie     | 14         | 0          | 2     | 0     | 1              | 0              | —      | —      | 17     | 0      |
| 2014/15        | FC Utrecht      | Eredivisie     | 21         | 2          | 1     | 0     | —              | —              | —      | —      | 22     | 2      |
| 2015/16        | FC Utrecht      | Eredivisie     | 6          | 0          | 2     | 1     | —              | —              | —      | —      | 8      | 1      |
| 2015/16        | → De Graafschap | Eredivisie     | 13         | 1          | —     | —     | —              | —              | 4      | 0      | 17     | 1      |
| 2016/17        | De Graafschap   | Eerste divisie | 36         | 5          | 1     | 0     | —              | —              | —      | —      | 37     | 5      |
| 2017/18        | De Graafschap   | Eerste divisie | 37         | 11         | 1     | 0     | —              | —              | 4      | 0      | 42     | 11     |
| 2018/19        | Fortuna Sittard | Eredivisie     | 34         | 7          | 4     | 1     | —              | —              | —      | —      | 38     | 8      |
| 2019/20        | Fortuna Sittard | Eredivisie     | 26         | 7          | 3     | 1     | —              | —              | —      | —      | 29     | 8      |
| 2020/21        | Feyenoord       | Eredivisie     | 30         | 3          | 2     | 0     | 6              | 0              | 0      | 0      | 41     | 3      |
| 2021/22        | Feyenoord       | Eredivisie     | 2          | 0          | 1     | 0     | 1              | 0              | 0      | 0      | 4      | 0      |
| 2021/22        | → Hannover 96   | 2. Bundesliga  | 15         | 0          | 1     | 0     | 0              | 0              | 0      | 0      | 16     | 0      |
| 2022/23        | → FC Emmen      | Eredivisie     | 28         | 1          | 3     | 2     | 0              | 0              | 0      | 0      | 31     | 3      |
| 2023/24        | AEK Larnaca     | A Divizion     | 23         | 3          | 2     | 0     | 7              | 0              | 0      | 0      | 32     | 3      |
| 2024/25        | AEK Larnaca     | A Divizion     | 0          | 0          | 0     | 0     | 2              | 0              | 0      | 0      | 2      | 0      |
| 2024/25        | SC Cambuur      | Eerste divisie | 32         | 7          | 2     | 0     | 0              | 0              | 2      | 1      | 36     | 8      |
| 2025/26        | SC Cambuur      | Eerste divisie |            |            |       |       |                |                |        |        |        |        |
| Carrièretotaal | Carrièretotaal  | Carrièretotaal | 337        | 48         | 28    | 6     | 17             | 0              | 10     | 1      | 392    | 55     |

Bijgewerkt op 2 augustus 2025.
| Competitie     | Winnaar (1ste) | Winnaar (1ste) | Finalist (2de) | Finalist (2de) | Derde  | Derde |
| Competitie     | Aantal         | Jaren          | Aantal         | Jaren          | Aantal | Jaren |
| -------------- | -------------- | -------------- | -------------- | -------------- | ------ | ----- |
| SC Cambuur     |                |                |                |                |        |       |
| Eerste divisie | 1×             | 2012/13        |                |                |        |       |

## Trivia
Opvallend detail is, met betrekking tot zijn transfer naar Feyenoord, dat Diemers in 2019 aangaf in het online programma De Buitenspelers van VTBL dat Ajax de mooiste club van Nederland is. Na de commotie die hierover ontstond was Diemers genoodzaakt om zijn Twitter- en Facebook-account te verwijderen.